# Look at the Fool
Look at the Fool är det nionde och sista studioalbumet med den amerikanske sångaren och låtskrivaren Tim Buckley. Albumet spelades in i Wally-Heider Sound Studios and Record Plant i Los Angeles, Kalifornien. Albumet lanserades av DiscReet Records november 1974. Buckley avled juni 1975.

## Låtlista
Sida 1
1. "Look at the Fool" (Tim Buckley) – 5:13
2. "Bring It On Up" (Buckley) – 3:27
3. "Helpless" (Buckley) – 3:20
4. "Freeway Blues" (Tim Buckley, Larry Beckett) – 3:12
5. "Tijuana Moon" (Buckley, Beckett) – 2:41

Sida 2
1. "Ain't It Peculiar" (Buckley) – 3:36
2. "Who Could Deny You" (Buckley) – 4:23
3. "Mexicali Voodoo" (Buckley) – 2:25
4. "Down in the Street" (Buckley) – 3:21
5. "Wanda Lu" (Buckley) – 2:38

## Medverkande
- Tim Buckley – gitarr, 12-strängad gitarr, sång
- Lee Underwood – gitarr, keyboard
- Venetta Fields – bakgrundssång
- Clydie King – bakgrundssång
- Sherlie Matthews – bakgrundssång
- Joe Falsia – basgitarr, gitarr
- Jim Fielder – basgitarr
- Jim Hughart – basgitarr
- Chuck Rainey – basgitarr
- Jesse Erlich – cello
- David Bluefield – keyboard, clavinet
- Mike Melvoin – orgel, piano, synthesizer
- Mark Tiernan – keyboard, piano
- Terry Harrington – mässinginstrument, saxofon
- Richard Nash – mässingsinstrument
- William Peterson – mässingsinstrument
- John Rotella – mässinginstrument
- Anthony Terran – mässingsinstrument
- King Errisson – congas
- Gary Coleman – percussion
- Earl Palmer – trummor